# Felix Hormuth
| 189202 Calar Alto      | 17 settembre 2003 |
| 196640 Mulhacén        | 17 settembre 2003 |
| 202736 Julietclare     | 18 maggio 2007    |
| 209083 Rioja           | 17 settembre 2003 |
| 210432 Dietmarhopp     | 8 dicembre 2008   |
| 210433 Ullithiele      | 21 dicembre 2008  |
| 210444 Frithjof        | 16 gennaio 2009   |
| 212991 Garcíalorca     | 23 febbraio 2009  |
| 215044 Joãoalves       | 20 febbraio 2009  |
| 239672 SOFIA           | 21 dicembre 2008  |
| 241475 Martinagedeck   | 25 gennaio 2009   |
| 241509 Sessler         | 22 febbraio 2009  |
| 246759 Elviracheca     | 11 febbraio 2009  |
| 257234 Güntherkurtze   | 26 febbraio 2009  |
| 281764 Schwetzingen    | 24 febbraio 2009  |
| 293934 MPIA            | 8 ottobre 2007    |
| 305660 Romyhaag        | 29 gennaio 2009   |
| 305661 Joejackson      | 29 gennaio 2009   |
| 342843 Davidbowie      | 21 dicembre 2008  |
| 342844 Anabel          | 22 dicembre 2008  |
| 359103 Ottopiene       | 16 gennaio 2009   |
| 365130 Birnfeld        | 23 febbraio 2009  |
| 365131 Hassberge       | 23 febbraio 2009  |
| 365159 Garching        | 26 febbraio 2009  |
| 386528 Walterfürtig    | 12 febbraio 2009  |
| 429031 Hannavonhoerner | 11 febbraio 2009  |
| 429032 Sebvonhoerner   | 12 febbraio 2009  |
| 429033 Günterwendt     | 13 febbraio 2009  |
| 431397 Carolinregina   | 14 aprile 2007    |
| 435950 Bad Königshofen | 21 febbraio 2009  |
| 456731 Uligrözinger    | 8 ottobre 2007    |
| 555227 Claraisabella   | 4 settembre 2013  |
| 598855 Agerer          | 26 febbraio 2009  |

Felix Hormuth (1975) è un astronomo tedesco.
Il Minor Planet Center gli accredita la scoperta di centoventidue asteroidi, effettuate tra il 2003 e il 2013, di cui alcuni in collaborazione con l'astronoma Juliet Clare Datson.
Gli è stato dedicato l'asteroide 10660 Felixhormuth.